# Großkarolinenfeld
Großkarolinenfeld település Németországban, azon belül Bajorországban. Lakosainak száma 7484 fő (2023. december 31.). Großkarolinenfeld Kolbermoor, Bad Aibling, Tuntenhausen, Rotter Forst-Süd, Schechen és Rosenheim községekkel határos.

## Népesség
A település népessége az elmúlt években az alábbi módon változott:
| Lakosok száma | 730  | 1649 | 2776 | 5207 | 7040 | 7175 | 7335 | 7326 | 7432 | 7484 |
|               | 1875 | 1950 | 1975 | 1987 | 2012 | 2014 | 2016 | 2017 | 2021 | 2023 |